# Kalisia

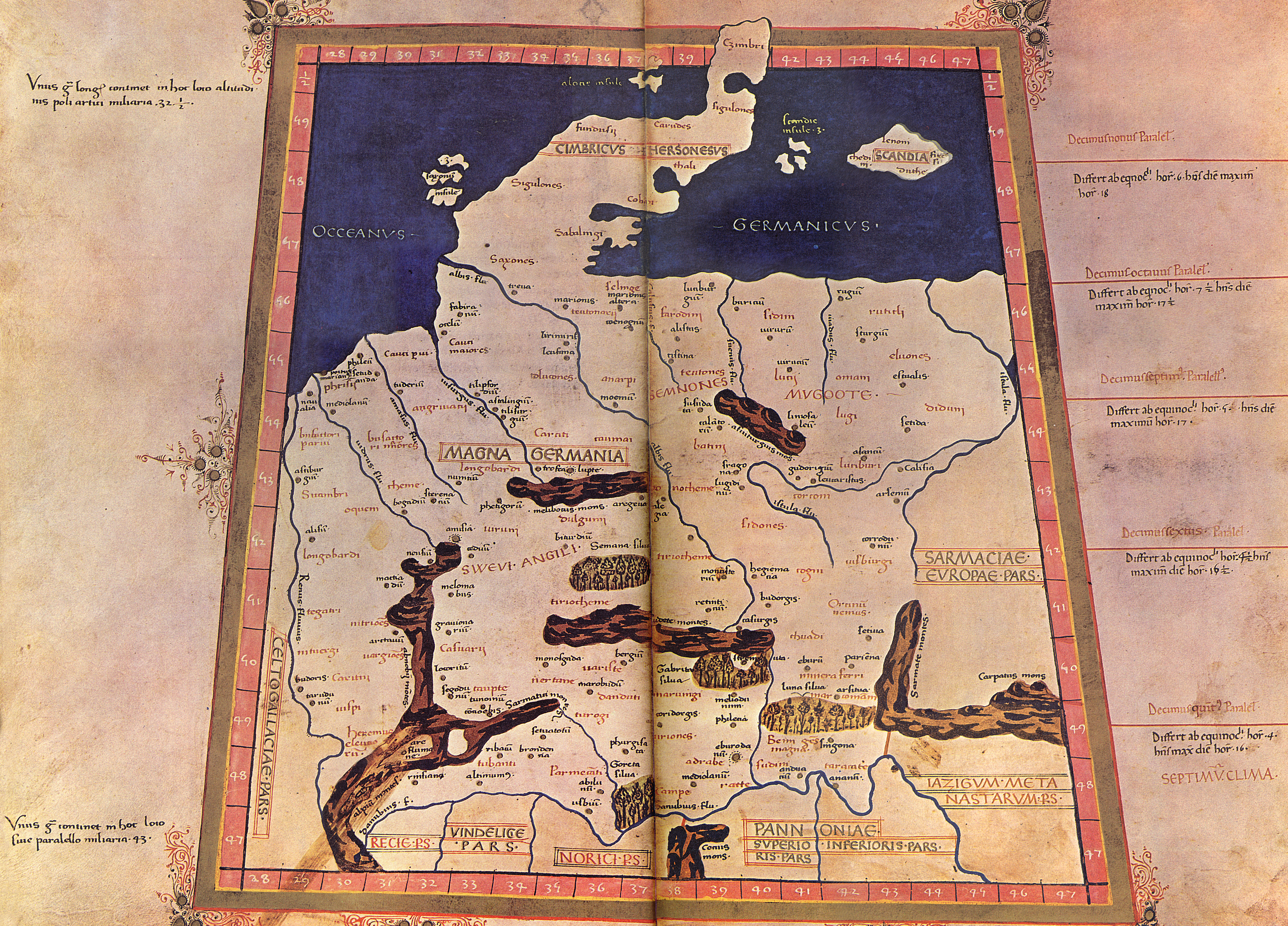
Kalisia na mapie Germania Magna

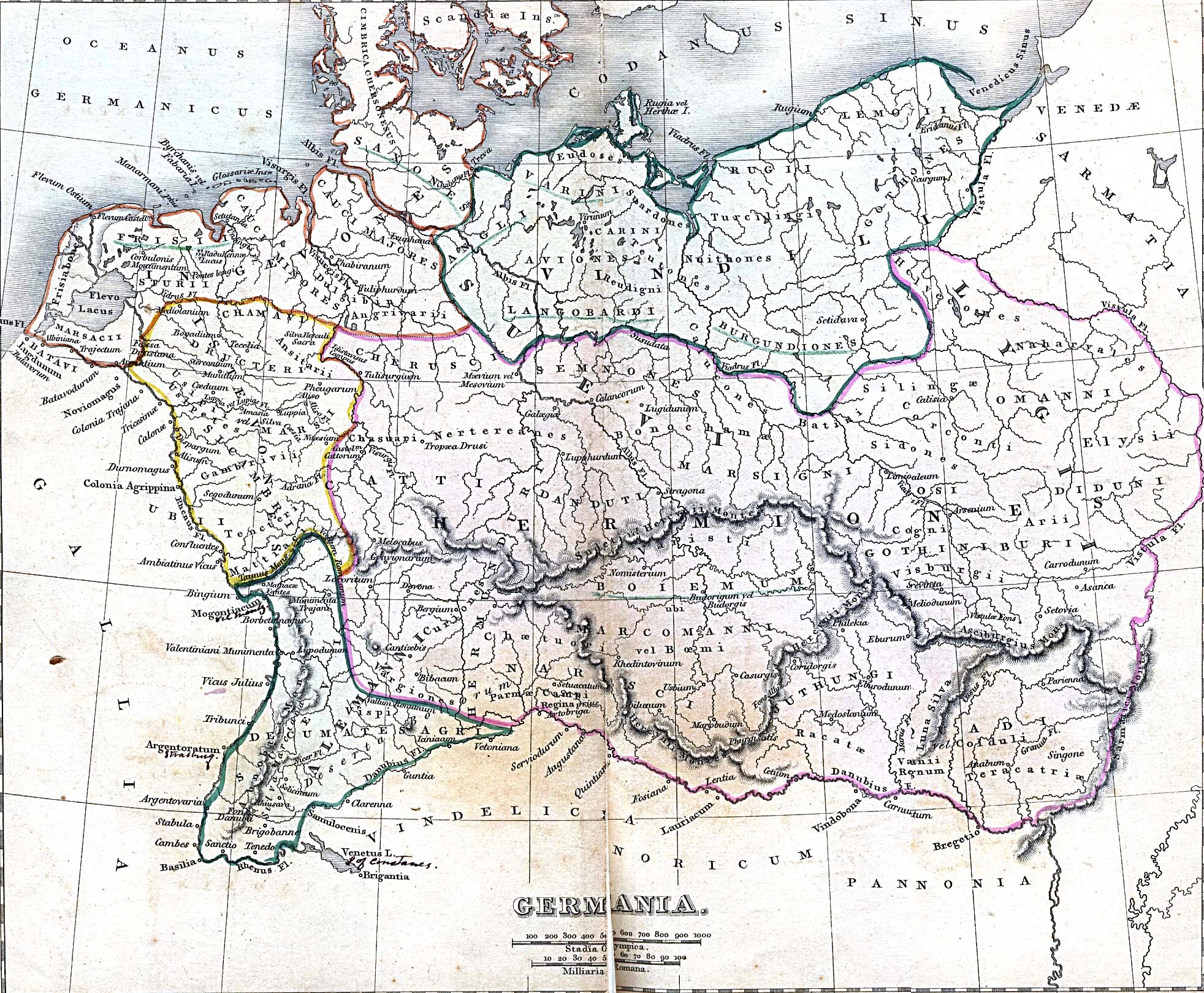
Kalisia na mapie Germanii i Lugii

Kalisia (gr. Καλισία, łac. Calisia) – miejscowość w Europie Środkowej wzmiankowana przez Klaudiusza Ptolemeusza w Geografii, jedna ze 137 miejscowości umieszczonych na mapie Germania Magna, czwarta mapa Europy (Γερμανίας Μεγάλης θέσις, Εὐρώπης πίναξ δ´), czasem identyfikowana z Kaliszem. Oprócz podobieństwa nazwy, identyfikację tę potwierdzać miała podawana przez aleksandryjskiego geografa szerokość geograficzna (52°16′), podobna do faktycznej szerokości geograficznej dzisiejszego Kalisza (51°16′27″).
Argumenty te są obecnie podważane – szczególne znaczenie ma zidentyfikowanie ptolemeuszowego Λευκάριστος (Leukaristos), położonego na podobnej do Kalisii szerokości geograficznej, jako Laugaritio/Leugaritio oznaczającą Trenczyn na Słowacji co podważałoby lokalizację Kalisii, choć z drugiej strony istnieją wątpliwości co do prawidłowej lokalizacji samego Trenczyna u Ptolemeusza i tym samym używania jej jako odniesienia do lokalizacji Kalisii.